# برج کبوترخانه خورآباد
برج کبوترخانه خورآباد مربوط به دوره پهلوی اول است و در شهرستان زرندیه، بخش مرکزی، دهستان رود شور، روستای خورآباد واقع شده و این اثر در تاریخ ۷ خرداد ۱۳۸۷ با شمارهٔ ثبت ۲۲۹۹۵ به‌عنوان یکی از آثار ملی ایران به ثبت رسیده است.